# Comitê dos EUA para Refugiados e Imigrantes
O Comitê dos EUA para Refugiados e Imigrantes (USCRI) é uma organização internacional de advocacia e de reassentamento de refugiados, com sede em Washington, DC. De acordo com a declaração de missão da organização, o USCRI foi criado "Para abordar as necessidades e direitos das pessoas em migração forçada ou voluntária em todo o mundo através do desenvolvimento de políticas públicas justas e humanas, facilitando e prestando serviços profissionais diretos e promovendo a plena participação dos migrantes na vida comunitária".  Além disso, a organização defende os direitos dos refugiados e requerentes de asilo em todo o mundo.
USCRI oferece programas para reassentamento e colocação, subsídios, alfabetização financeira, cidadania, saúde e nutrição, bem como programas para refugiados com deficiência e refugiados do Burundi.